# Leichtathletik-Weltmeisterschaften 2011/Teilnehmer (Irak)
| Goldmedaillen | Silbermedaillen | Bronzemedaillen |
| ------------- | --------------- | --------------- |
| —             | —               | —               |

Der irakische Leichtathletik-Verband stellte bei den Leichtathletik-Weltmeisterschaften 2011 im südkoreanischen Daegu eine Teilnehmerin.

## Ergebnisse

### Frauen

#### Laufdisziplinen
| Athletin    | Disziplin | Vorlauf | Vorlauf | Halbfinale         | Halbfinale         | Finale             | Finale             |
| Athletin    | Disziplin | Zeit    | Platz   | Zeit               | Platz              | Zeit               | Platz              |
| ----------- | --------- | ------- | ------- | ------------------ | ------------------ | ------------------ | ------------------ |
| Alaa Hikmat | 400 m     | 55,62 s | 32      | nicht qualifiziert | nicht qualifiziert | nicht qualifiziert | nicht qualifiziert |